# Pietro Aglieri
Pietro Aglieri (Palermo, 9 giugno 1959) è un mafioso italiano, legato a Cosa nostra e ritenuto uno dei più spietati membri della fazione corleonese.

## Biografia
Da giovane venne soprannominato "U signurinu" a causa del lusso e dell'elevato costo degli abiti che amava indossare, oltre al fatto che era diplomato al liceo classico. Studiò in un seminario di Monreale e poco dopo prestò servizio militare come paracadutista della Brigata Folgore. Venne affiliato alla famiglia di Santa Maria di Gesù e, durante la seconda guerra di mafia, si legò ai Corleonesi insieme al suo capo Giovanni Bontate.
Nel 1988 i Corleonesi incaricarono Aglieri di eliminare Giovanni Bontate, che fu ucciso insieme alla moglie, e lo premiarono nominandolo capo della famiglia di Santa Maria di Gesù e anche capomandamento della zona. Essendosi strettamente legato ai Corleonesi, Aglieri venne accusato di essere il mandante di numerosi omicidi (ad esempio il giudice Antonino Scopelliti e il politico Salvo Lima). 
Per l'omicidio Scopelliti, Aglieri è stato poi assolto dalla Corte suprema di cassazione.
Coinvolto anche nella strage di Capaci e in quella di via d'Amelio (per le quali fu condannato all'ergastolo), grazie alle dichiarazioni del collaboratore di giustizia Giovanni Brusca, venne arrestato a Bagheria il 6 giugno del 1997 insieme a Giuseppe La Mattina (anche egli nell'elenco dei latitanti di massima pericolosità) e Natale Gambino: gli agenti della Squadra mobile di Palermo guidati dal commissario Luigi Savina arrivarono a lui seguendo un religioso, padre Mario Frittitta (che venne arrestato per favoreggiamento e poi assolto), e infatti nel suo covo trovarono numerosi libri di filosofia e una cappella con altare. Poco dopo la cattura sembrò disponibile a collaborare con la giustizia, ma alla fine rinunciò a questa opportunità. Nel 2002 inviò una lettera al procuratore nazionale antimafia, Pierluigi Vigna, e al procuratore capo di Palermo, Pietro Grasso, esprimendo la volontà di dissociarsi da Cosa nostra in cambio di benefici carcerari, proposta che venne rifiutata.